# Granito (higo)
Granito es un cultivar de higuera de tipo higo común Ficus carica, bífera (con dos cosechas por temporada, brevas en primavera-verano, e higos de verano-otoño), de higos de epidermis con color de fondo amarillo con sobre color ausente. Se cultiva principalmente en la comarca de La Vera en Extremadura.

## Sinonimia
- „sin sinónimos“,[5][6][7]

## Historia
Nuestra higuera Ficus carica, procede de Oriente Medio y sus frutos formaron parte de la dieta de nuestros más lejanos antepasados. Se cree que fueron fenicios y griegos los que difundieron su cultivo por toda la cuenca del mar Mediterráneo. Es un árbol muy resistente a la sequía, muy poco exigente en suelos y en labores en general.
El primer árbol que plantaron los españoles en América fue una higuera. Cuando los sacerdotes católicos españoles construían un convento siempre sembraban una higuera, lo cual hizo que los antiguos peruanos la empezaran a llamar “El árbol de Dios”.
Los higos secos son muy apreciados desde antiguo por sus propiedades energéticas, además de ser muy agradables al paladar por su sabor dulce y por su alto contenido en fibra; son muy digestivos al ser ricos en cradina, sustancia que resulta ser un excelente tónico para personas que realizan esfuerzos físicos e intelectuales.
España se ha consolidado en los últimos años como el mayor productor de higos de la Unión Europea y el noveno a nivel mundial, según los datos de "FAOSTAT" (Estadísticas de la FAO) del 2012 que recoge un reciente estudio elaborado por investigadores del « “Centro de Investigación Finca La Orden- Valdesequera” ».

## Características
La higuera 'Granito' es una variedad bífera de tipo higo común. Árbol de mediano desarrollo, follaje denso, hojas trilobuladas con pentalobuladas. 'Granito' es de producción baja de brevas y media de higos.
Las brevas de la variedad 'Granito' son de un tamaño grande con un peso de 33 gramos en promedio, tienen forma de peonza, con color de fondo amarillo con sobre color ausente. Con un ºBrix (grado de azúcar) de 23 de sabor dulce, pulpa de color ámbar. Presentan una epidermis de espesor medio, firmeza media. Sus características organolépticas son buenas. Maduran desde la primera decena de junio hasta la primera de julio. Baja producción de brevas.
Los higos 'Granito' son higos redondeados en forma esférica, de tamaño mediano de unos 20 gramos en promedio, de epidermis elástica de color de fondo amarillo con sobre color ausente. Con un ºBrix (grado de azúcar) de 24 de sabor muy dulce, con firmeza media, con color de la pulpa ámbar, con numerosos aquenios. Fruto de buena consistencia y piel elástica, de una calidad buena en su valoración organoléptica, son de un inicio de maduración desde finales  de julio a mediados de septiembre. Esta variedad tiene una producción media de higos.

## Cultivo y usos
'Doña María', es una variedad de higo que además de su uso en alimentación humana también se ha cultivado en Extremadura tradicionalmente para alimentación del ganado porcino. Cultivada principalmente en la comarca de La Vera.
Se está tratando de estudiar y mejorar sus cualidades, así como de extender su cultivo de ejemplares cultivados en la finca experimental de cultivos hortofrutícolas Cicytex-Finca La Orden propiedad de la Junta de Extremadura.